# Flatulences de haute altitude

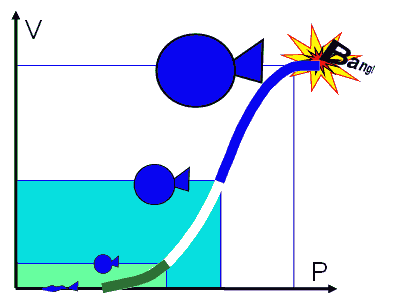
Explication du phénomène de l'expulsion de flatulences à haute altitude avec l'exemple d'un ballon.

L'expulsion de flatulences à haute altitude (EFHA en anglais High-altitude flatus expulsion ou HAFE) est un syndrome gastro-intestinal qui implique le passage spontané de quantités accrues de gaz rectaux à haute altitude.

## Syndrome
Décrit pour la première fois par Joseph Hamel en c. 1820  et parfois décrit par la suite. Une étude historique sur ce phénomène a été publiée en 1981 par Paul Auerbach et York Miller.
La sensation d'être plein ou de besoin d'expulser provoquée par ce différentiel de pression atmosphérique a été vérifiée par des études impliquant des pilotes militaires soumis à des changements de pression simulant un vol. 